# 8. Sinfonie (Mozart)
Die Sinfonie D-Dur Köchelverzeichnis 48 komponierte Wolfgang Amadeus Mozart im Jahr 1768 in Wien. Nach der Alten Mozart-Ausgabe trägt die Sinfonie die Nummer 8.

## Allgemeines

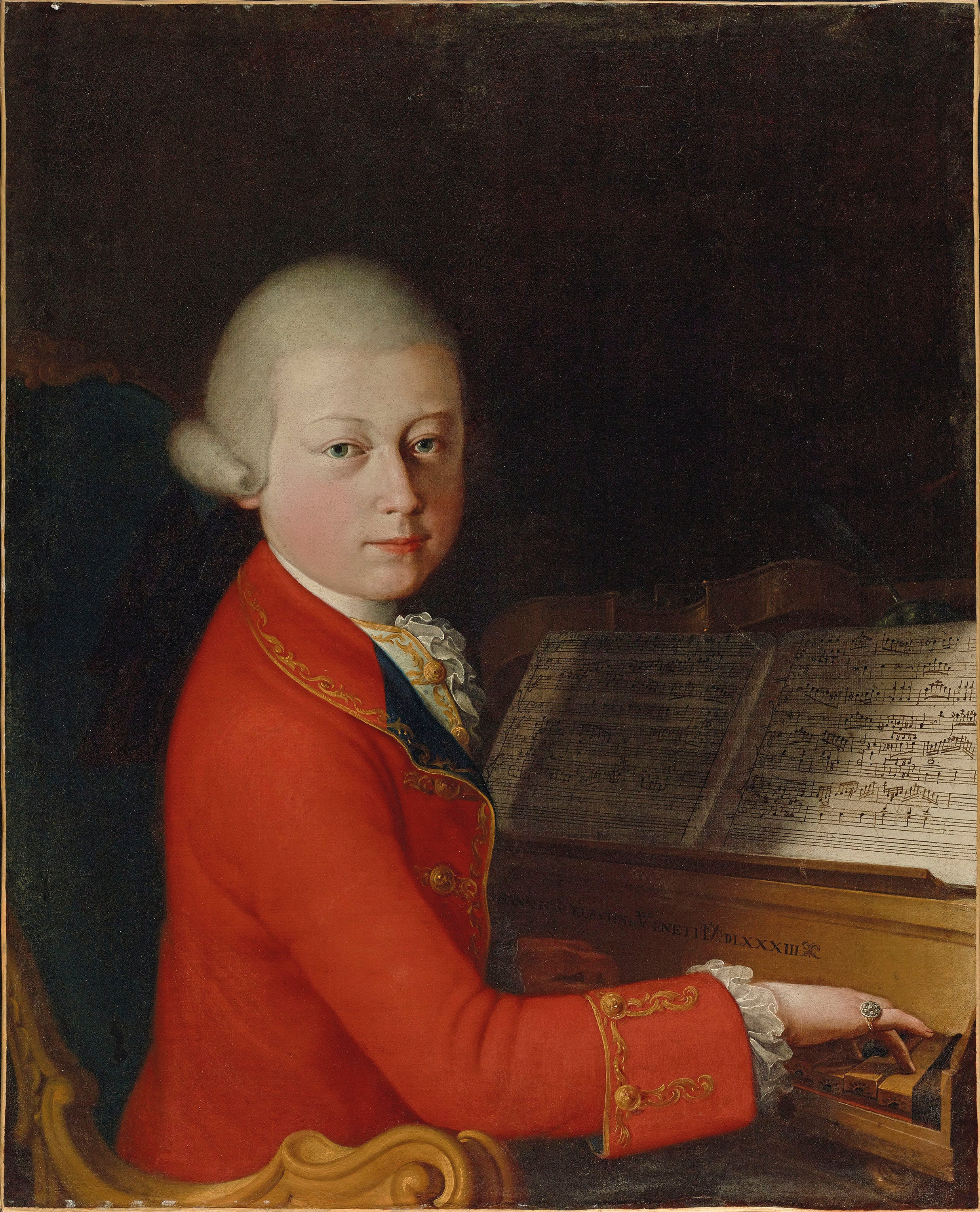
Mozart im Jahr 1770

Das Autograph ist vom 13. Dezember 1768 datiert. Somit wurde die Sinfonie Köchelverzeichnis (KV) 48 wahrscheinlich nach dem Konzert vom 7. Dezember 1768 (an dem u. a. die Messe KV 139, das Offertorium KV 47b und ein Trompetenkonzert KV 47c aufgeführt worden waren) und kurz vor der Abreise von Wien nach Salzburg vollendet. Die Rückkehr der Mozarts nach Salzburg war schon überfällig und Leopold Mozarts Gehalt storniert geworden, als der Vater einen Tag nach der Datierung von KV 48 am 14. Dezember 1768 in einem Brief an einen Freund schrieb:

„So sehr ich gewunschen und gehofft, auf den Consecrations Tag S:r Hochführstlichen Gnaden in Salzburg zu seyn, so war es doch unmöglich, indem wir unsere Sache nicht eher konnten zu Ende bringen, so sehr ich mich beeyfert hatte. Wir werden aber doch vor den Weynacht Feyertagen von hier aufbrechen …“

Was die Ursache für die verzögerte Rückkehr nach Salzburg war, ist ebenso wie der Kompositionsanlass von KV 48 (für einen privaten Auftraggeber, das Abschiedskonzert in Wien oder für ein unmittelbar nach der Rückkehr in Salzburg geplantes Konzert) unbekannt.

## Zur Musik
Besetzung:  zwei Oboen, zwei Hörner in D, zwei Trompeten in D, Pauken, zwei Violinen, Viola, Cello, Bass. In zeitgenössischen Orchestern war es zudem üblich, auch ohne gesonderte Notierung Fagott und Cembalo (sofern im Orchester vorhanden) zur Verstärkung der Bass-Stimme bzw. als Continuo einzusetzen.
Aufführungsdauer:  ca. 15 Minuten
Bei den hier benutzten Begriffen in Anlehnung an die Sonatensatzform ist zu berücksichtigen, dass dieses Schema in der ersten Hälfte des 19. Jahrhunderts entworfen wurde (siehe dort) und von daher nur mit Einschränkungen auf die Sinfonie KV 48 übertragen werden kann. – Die hier vorgenommene Beschreibung und Gliederung der Sätze ist als Vorschlag zu verstehen. Je nach Standpunkt sind auch andere Abgrenzungen und Deutungen möglich.

### Erster Satz: Allegro
D-Dur, 3/4-Takt, 93 Takte
Satz eröffnet mit einem Motiv aus abwechselnd im Forte und Piano gespielten punktierten halben Noten, die in großen Intervallen (Quarte – Quinte – None) zur Subdominante G-Dur abwärts schreiten. Hermann Abert (1955) bezeichnet dies als „Kampfthema“. Als kontrastierender Nachsatz folgt eine unruhige Sechzehntel-Figur. In dem insgesamt achttaktigen Thema ist bereits innerhalb der ersten sechs Takte ein Umfang von zweieinhalb Oktaven untergebracht (eine ähnliche Struktur weist der Beginn vom ersten Satz der Sinfonie KV 74g auf). Die Fortspinnung des Eingangsmotivs moduliert zur Doppeldominante E-Dur (Takt 13, dominantische Wirkung zum folgenden A-Dur), nun sogar mit noch größeren Intervallschritten (Duodezime auf- und abwärts).
Nach dem kurzen Dialog zwischen den Streichern und den Oboen („kleinlaute Oboenfigur“), der echohaft in Moll wiederholt wird, setzt in Takt 18 ein durchlaufender Fluss von raschen Sechzehnteln in den Violinen ein (von Abert (1955) als zweites Thema angesehen), der nur einmal durch zwei Viertelpausen unterbrochen wird (Takt 21, „dramatisches Schweigen“). Der erste Satzteil („Exposition“) endet in Takt 33 mit der kurzen Schlussgruppe.
Die „Durchführung“ beginnt wie Exposition mit dem Hauptthema, wechselt aber bei der Wiederholung des Anfangsmotivs von A-Dur nach Fis, um dann in einer erweiterten Passage mit dem Dialog Streicher – Oboen über H-Dur, A-Dur und G-Dur zu modulieren. Die „Reprise“ beginnt in Takt 60 mit dem Hauptthema in der Tonika D-Dur. Bei der Wiederholung des Anfangsmotivs treten nun – als weitere Steigerung – nochmals größere Intervallsprünge (über zwei Oktaven) auf; diese Passage wird zudem auf Kosten des Dialogmotivs verlängert. Der übrige Verlauf der Reprise entspricht strukturell der Exposition. Beide Satzteile werden wiederholt.

### Zweiter Satz: Andante
G-Dur, 2/4-Takt, 45 Takte
Das Andante ist nur für Streicher geschrieben und steht bis auf einige Akzente durchweg im Piano. Es basiert auf zwei Themen / Motiven, wobei das erste (Takt 1–6) durch eine sanglich-liedartige Melodie, das zweite (Takt 7–16) durch größere Intervallsprünge und einige Vorschläge gekennzeichnet ist. In beiden Themen tritt als verbindendes Element eine aufsteigende Tonfolge in parallel geführten Streichern auf (Takt 3 bzw. 13). Der erste Teil endet in Takt 16 auf der Dominante D-Dur.
Der zweite Teil (Takt 17 ff.) greift das erste Thema wieder auf: zunächst in D-Dur, dann jedoch in e-Moll (Takt 22 ff.) und führt anschließend mit einem Oktavsprung-Motiv vom zweiten Thema im Quintenzirkel abwärts über A-, D-, G- und C-Dur. In Takt 36 setzt das zweite Thema in der Tonika G-Dur ein. Beide Satzteile werden wiederholt.

### Dritter Satz: Menuetto
D-Dur, 3/4-Takt, 24 + 32 Takte
Menuett und Trio basieren jeweils auf zwei kontrastierenden Motiven:
- im festlich-pompösen Menuett stehen langsam-schreitende Viertel (mit „Nachhall“ auf dem betonten Akkord zur ersten Zählzeit) schnellen Sechzehntel-Läufen gegenüber;
- im Trio (G-Dur, ohne Trompeten und Pauken) eine Forte-Unisono-Figur mit punktiertem Rhythmus einerseits, ein lyrisches Motiv im Piano andererseits.

Neal Zaslaw (1988) meint, dass im Menuett „sehr schön der höfische Prunkt eingefangen (sei), den die Menuette der damaligen Wiener Sinfonien nach dem apollinischen langsamen Satz sozusagen als Sprungbrett ins dionysische Finale benutzten.“

### Vierter Satz: Molto allegro
D-Dur, 12/8-Takt, 58 Takte
Der Kopf vom ersten Thema besteht aus dem Wechsel von kräftigem Forteschlag und einem „Echo“ im Piano (ähnlich zu Beginn des Menuetts). Auf diese erste Phrase des symmetrisch aufgebauten, achttaktigen Themas folgt als zweite Phrase eine durchlaufende Achtelfigur in den Violinen. Diese wird anschließend in virtuosen Läufen imitatorisch von den Violinen fortgesponnen und gibt dem ganzen Satz den Kehraus-Charakter einer Gigue. Beim zweiten Thema (Takt 12–16) in der Dominante A-Dur spielen die Violinen eine tänzerisch-hüpfende Figur, begleitet vom grundierenden Bass und dem ausgehaltenen E des Horns. Bis zum Schluss der Exposition in Takt 29 stellt das ganze Orchester im Forte unter der fortlaufenden, hämmernden Achtelbewegung dann noch zwei kleine Motive vor, wobei das erste zunächst trugschlussartig nach fis-Moll geführt wird (Takt 20). Die Exposition endet nach lärmender Akkordmelodik überraschenderweise mit einer Floskel im Piano.
Der zweite Teil des Satzes besteht aus dem modifizierten Ablauf des ersten mit dem ersten Thema in A-Dur, schwenkt dann kurz nach h-Moll, um dann wieder zur Tonika D-Dur zurückzukehren. Beide Satzteile werden wiederholt.
Volker Scherliess (2005) meint, dass der Satz „mit seiner hektisch vibrierenden Triolenbewegung in einer Art „barockem Einheitsablauf“ (verläuft), wie ihn Mozart auch später noch gelegentlich übernimmt (etwa im Finale der Sinfonien KV 133 und KV 338).“ Eine Schlussfloskel im Piano verwendet Mozart z. B. auch im letzten Satz der Sinfonie KV 202.